# Distretto di Bayuquan
Il distretto di Bayuquan (鲅鱼圈区S, Bàyúquān QūP) è un distretto della Cina, situato nella provincia di Liaoning e amministrato dalla prefettura di Yingkou.